# Emanuela D'Amico
Emanuela D'Amico (Roma, 4 agosto 1971) è una doppiatrice e dialoghista italiana.

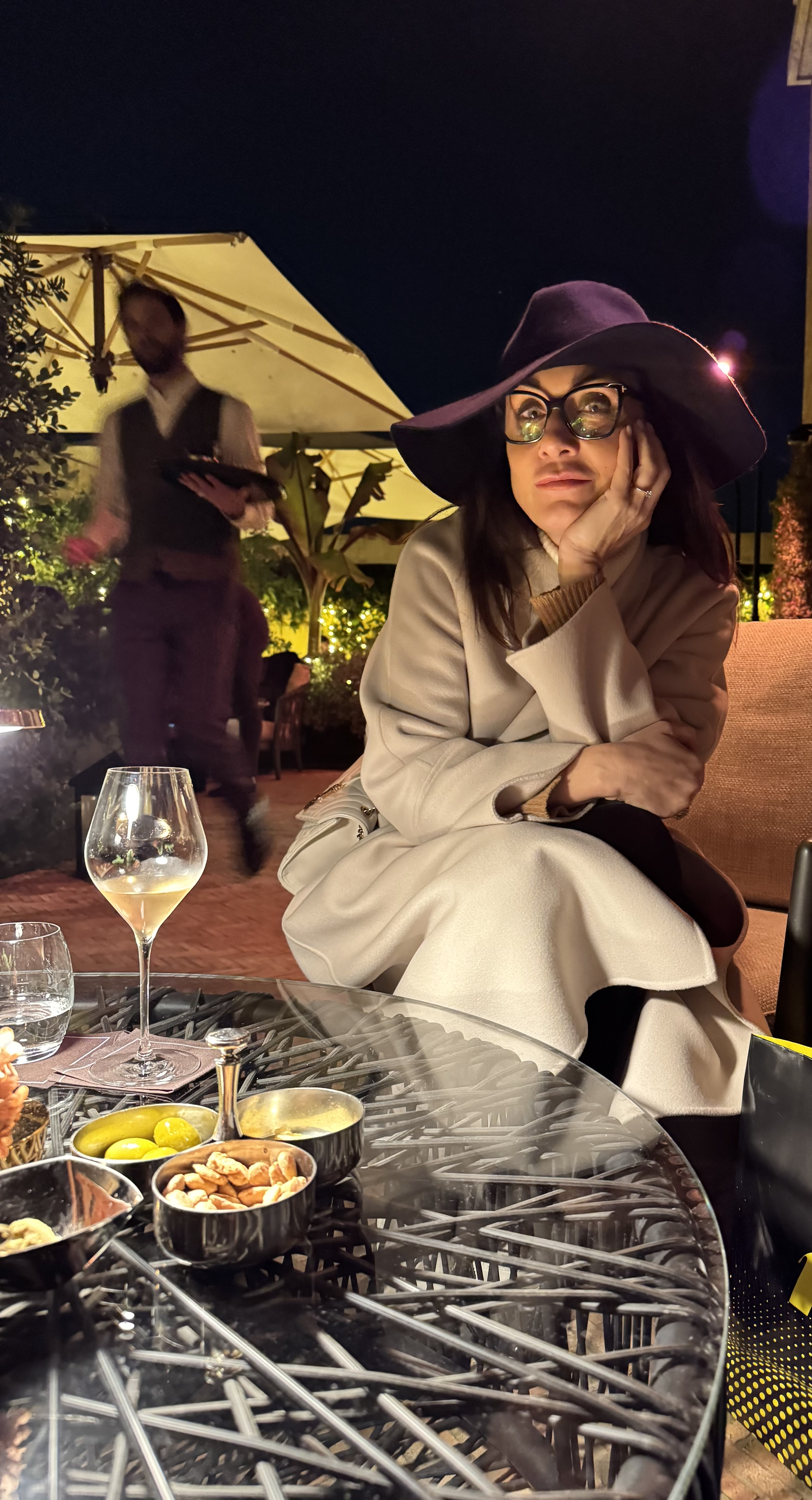

In particolare ha doppiato Michelle Trachtenberg nei ruoli di Dawn Summers in Buffy l'ammazzavampiri e di Georgina Sparks in Gossip Girl, Rose Mc Gowan nel ruolo di Paige Matthews in Streghe, Jennifer Morrison nel ruolo di Allison Cameron in Dr. House - Medical Division, Jennifer Carpenter nel ruolo di Debra Morgan in Dexter, Sarah Alexander nel ruolo di Susan Walker in Coupling e Sango negli episodi 27-167 dell'anime InuYasha.

## Vita privata
Ha tre figli.

## Doppiaggio

### Film
- Gal Gadot in Fast & Furious - Solo parti originali, Fast & Furious 5, Fast & Furious 6, Fast & Furious 9 - The Fast Saga, Fast X
- Hayley Atwell in Sogni e delitti, Jimi: All Is by My Side
- Elizabeth Banks in 40 anni vergine, Voices
- Jennifer Ehle in The River King, Cinquanta sfumature di grigio
- Camilla Rutherford in Sola nella trappola, Ogni tuo respiro
- Stana Katic in The Spirit, The Double
- Dominique Swain in Face/Off - Due facce di un assassino
- Anna Faris in Lost in Translation - L'amore tradotto
- Sophia Myles in Thunderbirds
- Eliza Dushku in Wrong Turn
- Mia Kirshner in Vizi mortali
- Sharon Blynn in Captain Marvel, Spider-Man: Far from Home
- Clare Kramer  in Ragazze nel pallone
- Franka Potente in Creep - Il chirurgo
- Emily Blunt in L'amore secondo Dan
- Jennifer Morrison in Mr. & Mrs. Smith
- Kristin Dattilo in Prima ti sposo poi ti rovino
- Claire Forlani in Vengo a prenderti
- Alecia Moore in Catacombs - Il mondo dei morti
- Piper Perabo in Edison City
- Annie Parisse in Prime
- Jessica Campbell in La sicurezza degli oggetti
- Josie Davis in Sonny
- Lorri Bagley in La donna perfetta
- Mary Lynn Rajskub in Mysterious Skin
- Denise Gough in Jimmy's Hall
- Alison Elliott in L'assassinio di Jesse James per mano del codardo Robert Ford
- Jessica Capshaw in Minority Report
- Ling Bai in Lei mi odia
- Ali Hillis in Alla deriva - Adrift
- Leslie Zemeckis in La leggenda di Beowulf
- Meagan Good in SDF Street Dance Fighters
- Christine Danielle in Il bacio che aspettavo
- Jamie Donnelly in Grease
- Sally Hawkins in Il segreto di Vera Drake
- Keegan Connor Tracy in Caos
- Elsa Zylberstein in I colori dell'anima - Modigliani
- Vera Jordanova in Hostel: Part II
- Lisa-Marie Schneider in The Breed - La razza del male
- Neelesha Bavora in Samsara
- Oscar Copp in Swing
- Jenna von Oÿ in Il dottor Dolittle 3
- Charlotte Ayanna in Dancing at the Blue Iguana
- MyAnna Buring in The Descent - Discesa nelle tenebre
- Andrea García-Huidobro in Machuca
- Elena Anaya in Due tipi tosti
- Dagmara Domińczyk in Cruel Divana
- Alexandra Beaujard in Transylvania
- Priscilla Galland in Gli amori di Astrea e Céladon
- Macha Polikarpova in L'amore sospetto
- Jody Thompson in Le due verità di Kate
- Juliette Goglia in Garfield - Il film
- Jaqueline Fleming in Red
- June Diane Raphael in Bride Wars - La mia migliore nemica
- Ashley Broad Gold in Banco dei pugni
- Emily Jordan in The Master
- Monica Bellucci in Come un pesce fuor d'acqua
- Kristina Krepela in The Hunting Party
- Pihla Penttinen in La morte è un problema dei vivi
- Emmanuelle Bercot in Making of
- Caroline Peters in Cosa abbiamo fatto per meritarci questo?
- Flávia Garrafa in Doppio papà
- Kate Yacula in Labirinto d'amore
- Morena Baccarin in The Good House
- Mishel Prada in Riverdale
- Susan Pourfar in Le parole che voglio dirti
- Melina Vidler in Love in Bloom

### Film d'animazione
- Sango in Inuyasha the Movie - Un sentimento che trascende il tempo, Inuyasha the Movie - Il castello al di là dello specchio, Inuyasha the Movie - La spada del dominatore del mondo, Inuyasha the Movie - L'isola del fuoco scarlatto
- Ashley Quinlin in Ricreazione - La scuola è finita, Ricreazione: Un nuovo inizio
- Wonder Woman in The LEGO Movie, The LEGO Movie 2 - Una nuova avventura
- Miyuki Kobayakawa in You're Under Arrest - The Movie
- Amazzone del mare #1 in Tentacolino
- Nana in Blu e Flippy - Amici per le pinne
- Troll moglie #3 in Barbie e la magia di Pegaso

### Serie televisive
- Rose McGowan in Streghe, Pronti alla rissa, C'era una volta
- Michelle Trachtenberg in Buffy l'ammazzavampiri, Gossip Girl
- Jennifer Carpenter in Dexter, Dexter: New Blood
- Jennifer Morrison in Dr. House - Medical Division
- Jenna Fischer in The Office
- Sandrine Holt e Michelle Ang in Fear the Walking Dead
- Mandy Moore in This Is Us
- Lynn Collins in The Walking Dead
- Ren Montero in Criminal Minds
- Anna Jullienne in 800 Words
- Nomalanga Nkosi in Audaci (The braves ones)
- Marie Ledu in La Maison

### Cartoni animati
- Alice Munro ne L'ultimo dei Mohicani
- Anko Uehara in GTO - Great Teacher Onizuka
- Fata Morgana in Marvel Super Hero Adventures
- Mitsuo Minamotono in Brain Powerd
- Linda ne La stravagante famiglia Odd
- madre di Kid Muscle in Ultimate Muscle
- Regina Miranda in Sofia la principessa
- Anna-Marie Raven / Rogue in X-Men '97
- M.U.T.H.R 06 in WondLa

### Videogiochi
- Mimosa in Hi-Fi Rush[1]
- Altre voci in Cyberpunk 2077[2]

## Attrice e spettacolo
- Telepromozioni varie per "Luna Park" (RaiUno, 1997)
- E poi c'è Filippo Serie tv (Canale 5, 2006)